# Hapigia repandens
Hapigia repandens är en fjärilsart som beskrevs av William Schaus 1906. Hapigia repandens ingår i släktet Hapigia och familjen tandspinnare. Inga underarter finns listade i Catalogue of Life.